# Performativitet
Performativitet betecknar handlingsaspekten hos språkliga yttranden eller andra symboliska uttrycksformer (till exempel rituella eller teatrala uppföranden). När man frågar efter ett yttrandes (eller ett framförandes) performativitet frågar man efter dess effekt eller verkan. Man vänder uppmärksamheten mot det som yttrandet (framförandet) gör eller uträttar, inte mot det som det betyder.
Under de senaste 20 åren har performativitet blivit ett nyckelbegrepp inom humaniora, kultur- och socialvetenskaperna. Begreppet har sina rötter inom språkvetenskap å ena sidan, inom etnologi och teatervetenskap å andra sidan. Särskilt inom genusvetenskap har begreppet performativitet genom förmedling av Judith Butler fått stort inflytande. Eftersom begreppet används inom många olika vetenskapsområden har det utformats på olika sätt. Det är därför svårt att ge en enhetlig definition.

## Inom olika vetenskaper

### Språkvetenskap

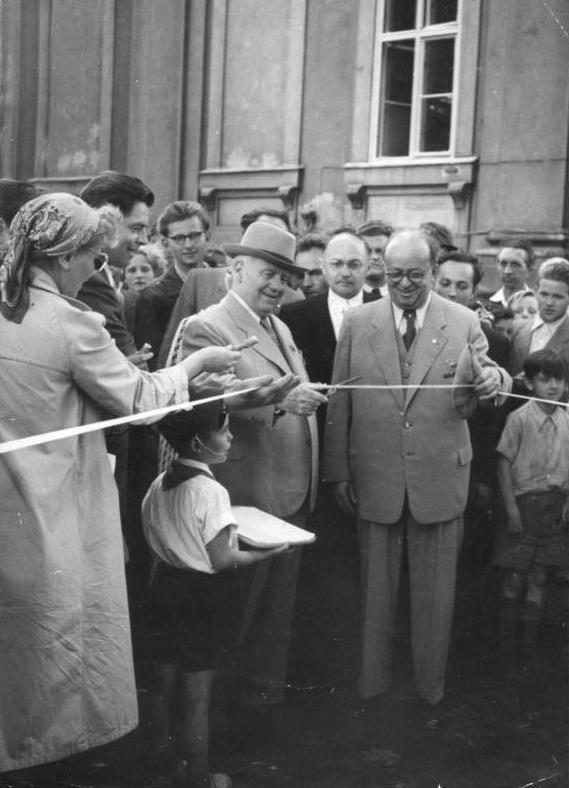
"Härmed öppnas..." - ett yttrande som skapar fakta.

Språkfilosofen J.L. Austin introducerade idén om det performativa i sina föreläsningar How To Do Things With Words i slutet av 1950-talet (publicerat 1962). Språkliga yttranden kan enligt Austin uppfattas inte bara som utsagor om ett sakförhållande utan också som handlingar eller talakter. De kan till exempel påverka emotioner och identiteter eller de kan gestalta förhållandet mellan de talande. De kan i vissa fall även helt konkret skapa ett faktum: Austin nämner som exempel döpelseakten ”Jag döper dig...” eller yttrandet med vilken domaren dömer den åtalade ”Jag dömer dig till...”.
Dessa exempel visar att språkets performativitet alltid är situationsbunden. Vad ett yttrande vid ett enskilt tillfälle gör beror på den situativa kontexten: döpelsen lyckas bara om orden ”Jag döper dig...” yttras av rätt person till rätt adressat i en passande situation.
Jacques Derrida diskuterar kritiskt Austins idéer om det performativa i sin essä “Signature, événement, contexte“ (1972). Medan Austin försöker att skilja mellan lyckade och misslyckade språkhandlingar, till exempel mellan en autentisk döpelse och en låtsas-döpelse som spelas på en teaterscen, hävdar Derrida att det inte finns någon autentisk talakt överhuvudtaget: allt språk bygger på citat och upprepanden, det är iterativt. Det finns alltså ingen essentiell skillnad mellan lyckade och misslyckade språkhandlingar.
Judith Butler anknyter vid tanken om språkets iterativitet. I boken Bodies That Matter (1993) nämner hon talakten ”It’s a girl/boy!”, yttrat av läkaren eller barnmorskan efter förlossningen, som ett exempel på en språkhandling som skapar sociala fakta, nämligen barnets genustillhörighet.

### Etnologi
Den amerikanska antropologen Milton Singer var den första att tala om ’’cultural performances’’ (1959). Han beskriver kulturella händelser som religiösa fester, ritualer, teatrala uppföranden och så vidare som ’’performances’’ med en bestämd funktion för den kulturella gemenskapen. Oftast handlar det om att bekräfta kollektiva identiteter eller att försäkra sig om det kulturella arvet.
Etnologen Victor Turner har sedan visat förbindelserna mellan ritual och teater som performativa händelser med en gemensam struktur. Han bygger här vidare på Arnold van Genneps modell av övergångsriten. Övergångsriten präglas  av  ett stegvist förlopp som leder deltagarna genom en liminal fas till en ny social status eller ett nytt psykiskt tillstånd. Här blir det särskilt tydligt hur det kollektiva uppförandet av riten gör någonting: den förändrar initianternas sociala status och identitet. 

### Genusvetenskap
En grundläggande utgångspunkt inom genusforskningen är tanken om kön som en kulturell och social konstruktion. Det innebär att kön inte förstås som något en person har eller är utan något som görs och skapas. Det finns olika teoretiska ingångspunkter till hur denna tillblivelse går till. Den performativa teoribildningen ger en viktig förståelse för hur kön och sexualitet görs och menar att kön blir till genom våra språkliga och kroppsliga yttringar. När dessa upprepas gång på gång på gång, är så kallat repetitiva, så bildas ett mönster av yttringar som får en individ att framstå som kvinna eller man. Läsningen “Hon är en kvinna, därför sitter hon med benen i kors” blir istället “Hon sitter med benen i kors, då blir hon en kvinna”. Kön skapas således genom yttringar i vardagen och kräver upprepningar för att uppfattas som stabila över tid. Vilka yttringar som förknippas med kvinnor respektive män förändras både i relation till var i världen och vilken historisk tid vi intresserar oss för. Gemensamt är dock att samhälleliga normer och normerande bestraffningar både styr och styrs av olika performativa yttringar. Varje gång en person som identifierar sig som eller tillskrivs könsidentiteten kvinna ”sitter med benen i kors” förstärks normen om att ”kvinnor sitter med benen i kors”, någonting som innebär att personer som sitter med benen i kors blir förstådda som feminina eller kvinnor.
Performativitetsteorin kan sägas syfta till att förstå och förklara föreställningen om linjär könsuppfattning och heteronormativitet. Det vill säga att en persons biologiska, juridiska och sociala kön ska “hänga ihop” och att två motsatta linjära kön förutsätts ha ett sexuellt begär till varandra.

### Teatervetenskap ochperformance studies

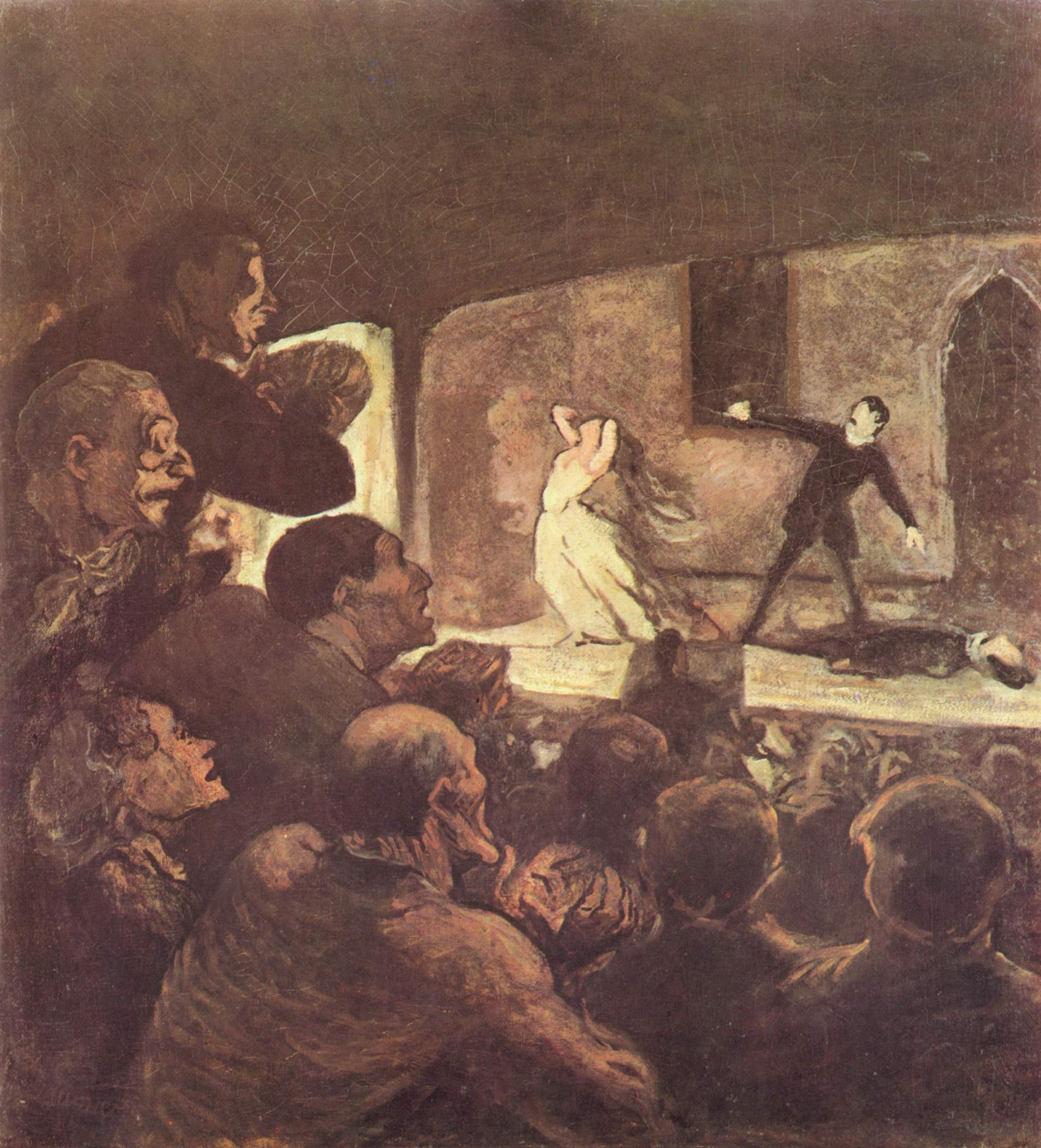
Interaktionen mellan scen och salong visar teaterhändelsens performativitet (H. Daumier, Le drame, 1856)

Inom teatervetenskapen har performativitet och performance länge varit grundläggande begrepp eftersom just uppförandet står centralt i den vetenskapliga analysen. Begreppen har blivit särskilt aktuella genom performancekonstens blomstring sedan 1950- och 1960-talen som har påverkat även teaterns och skådespelarkonstens moderna estetik. Ett exempel på en sådan modern performance-orienterad teaterestetik är Jerzy Grotowskis internationellt mycket inflytelserika avantgardeteater Teatr Laboratorium.
Tillsammans med teatervetaren Richard Schechner har Victor Turner vidareutvecklat performancebegreppet som ett överbegrepp för kulturella praktiker som ritualer och lekar, föredrag och sceniska uppföranden, danser och politiska manifestationer. Schechner, som har grundlagt performance studies i USA,   betraktar som performance “any action that is framed, presented, highlighted, or displayed”. Alla dessa symboliska handlingar kan undersökas på deras performativitet.
I tysk forskning har teatervetaren Erika Fischer-Lichte väsentligen bidragit till att introducera begreppet performativitet i den allmänna teoridebatten. Hon har bland annat varit ledare till ett stort tvärvetenskapligt forskningsprojekt ’’Kulturen des Performativen’’ (1999–2010) vid Freie Universität Berlin där performativitetsbegreppet stod centralt.

## Performativitetsteorin i Skandinavien
De teoretiska grundvalarna av performativitetsbegreppet har lagts i anglosaxisk forskning. I amerikansk, brittisk, men även tyskspråkig kulturvetenskaplig forskning har performativitet sedan 1990-talet blivit ett viktigt teoretiskt koncept. I Skandinavien har intresset vuxit på senare år, även utanför teatervetenskapen. Tidskrift för litteraturvetenskap har publicerat ett temanummer om performativitet (2007:4). En grundläggande artikel om performativitet i musikvetenskapen har publicerats 2004 av Søren Møller Sørensen.